# 舊西爾利亞 (薩拉塔區)
46°19′34″N 29°28′8″E / 46.32611°N 29.46889°E
舊西利亞（烏克蘭語：Старосілля）是位於烏克蘭西南部的村莊，由敖德萨州裡比爾霍羅德-德涅斯特羅夫斯基區的彼得羅巴甫利夫卡市鎮 負責管轄。該村始建於1822年，面積2.33平方公里，海拔高度71米，2001年人口1,634，人口密度每平方公里701.29人。